# Leucosyrinx plebeia
Leucosyrinx plebeia é uma espécie de gastrópode do gênero Leucosyrinx, pertencente a família Pseudomelatomidae.